# Rolf Almqvist (1924–2004)
Rolf Herbert Almqvist, född 16 juli 1924 i Göteborgs Kristine församling, död 20 april 2004 i Brämaregårdens församling, var en svensk fotbollsspelare (centerforward) som representerade Gais i allsvenskan.
Almqvist kom till Gais från IK Virgo och debuterade för klubben säsongen 1945/1946, då han spelade 14 allsvenska matcher och gjorde tre mål. Säsongen därpå spelade han 16 matcher och gjorde fem mål. Därefter var han borta ur A-truppen i flera år, men gjorde comeback för fyra matcher säsongerna 1953/1954 och 1954/1955. Han spelade även i Gais Handboll.
Almqvist var far till den senare fotbollsspelaren och -tränaren Reine Almqvist.
Rolf Almqvist är gravsatt i minneslunden på Lundby gamla kyrkogård.